# Schmalspurbahn Cruchten–Fels
| Bahnhof Cruchten um 1910, hinter dem Empfangsgebäude befanden sich die Schmalspuranlagen, im Hintergrund ist die Brücke über die Alzette sichtbar. |                     |                                                   |                             |
| Streckenlänge: | 12,1 km             |                                                   |                             |
| Spurweite: | 1000 mm (Meterspur) |                                                   |                             |
| Maximale Neigung: | 25 ‰                |                                                   |                             |
| Minimaler Radius: | 60 m                |                                                   |                             |
| |                     |                                                   |                             |
| \| \| 0,00 \| Cruchten (Anschluss an Bahnstrecke Luxemburg–Spa) \| 214 m \| \| \| \| \| \| \| \| 0,25 \| Alzette \| Alzette \| \| \| 0,80 \| Cruchten/Dorf \| Cruchten/Dorf \| \| \| 3,20 \| Schrondweiler \| 249 m \| \| \| 5,35 \| Ladestelle Gemeinde Nommern \| Ladestelle Gemeinde Nommern \| \| \| 6,35 \| (Scheitelpunkt) \| 325 m \| \| \| 9,45 \| Weiße Ernz \| Weiße Ernz \| \| \| 9,50 \| Medernach \| Medernach \| \| \| 12,10 \| Fels \| 270 m \| \| \| \| nach Heffingen \| \| |                     |                                                   |                             |
| Kopfbahnhof Streckenanfang (Strecke außer Betrieb) | 0,00                | Cruchten (Anschluss an Bahnstrecke Luxemburg–Spa) | 214 m                       |
| |                     |                                                   |                             |
| Brücke über Wasserlauf (Strecke außer Betrieb) | 0,25                | Alzette                                           | Alzette                     |
| Haltepunkt / Haltestelle (Strecke außer Betrieb) | 0,80                | Cruchten/Dorf                                     | Cruchten/Dorf               |
| Bahnhof (Strecke außer Betrieb) | 3,20                | Schrondweiler                                     | 249 m                       |
| Dienststation / Betriebs- oder Güterbahnhof (Strecke außer Betrieb) | 5,35                | Ladestelle Gemeinde Nommern                       | Ladestelle Gemeinde Nommern |
| Kulminations-/Scheitelpunkt (Strecke außer Betrieb) | 6,35                | (Scheitelpunkt)                                   | 325 m                       |
| Brücke über Wasserlauf (Strecke außer Betrieb) | 9,45                | Weiße Ernz                                        | Weiße Ernz                  |
| Haltepunkt / Haltestelle (Strecke außer Betrieb) | 9,50                | Medernach                                         | Medernach                   |
| Bahnhof (Strecke außer Betrieb) | 12,10               | Fels                                              | 270 m                       |
| Strecke (außer Betrieb) |                     | nach Heffingen                                    | nach Heffingen              |

Die Schmalspurbahn Cruchten–Fels war eine Schmalspurbahn mit 1000 mm Spurweite in Luxemburg. Die 12,1 km lange Strecke führte von Cruchten an der Bahnstrecke Luxemburg–Spa nach Fels.

## Geschichte
Ursprünglich wurden drei Ausgangspunkte für die Schmalspurbahn untersucht, dabei konnte sich Cruchten gegen Diekirch und Mersch durchsetzen. 1880 wurde der Bahnbau beschlossen, die Strecke sollte durch den Staat gebaut und an die Luxemburger Sekundärbahnen verpachtet werden. Die feierliche Streckeneröffnung fand am 15. Februar 1882 statt.
Im Gegensatz zur Schmalspurbahn Luxemburg–Remich entwickelte sich das Verkehrsergebnis wesentlich schlechter als geplant. Daher reichten alle Anlagen aus der Bauzeit bis zur Stilllegung vollkommen aus. Obwohl die Schmalspurbahn zur Anbindung der Steinbrüche bei Fels und Ernzen geplant war, mussten weiterhin alle Steine mit Fuhrwerken zum Bahnhof geschafft werden, da kein Steinbruch ein eigenes Anschlussgleis erhielt. Schon um 1900 wurde daher die Schmalspurbahn Junglinster–Fels geplant, damit sollten auch die Steinbrüche einen Gleisanschluss erhalten.
Die als Vizinalbahn geplante Schmalspurbahn wurde jedoch nicht fertiggestellt, lediglich 1929 wurde der Abschnitt Fels–Steinbrüche Ernzen eröffnet, damit erhielten die Steinbrüche ihren lange geforderten Gleisanschluss. Im Zusammenhang mit der neuen Strecke wurde daher auf Staatskosten die Schmalspurbahn ab Streckenkilometer 11,2 neu trassiert und der Bahnhof Fels neu gebaut. Der Betrieb auf der 4,5 km langen Strecke zu den Steinbrüchen wurde an die Luxemburger Sekundärbahnen übergeben, da keine andere Bahngesellschaft dieses kurze Streckenstück hätte wirtschaftlich betreiben können.
Dennoch verschlechterte sich in den 1930er Jahren das Betriebsergebnis immer mehr, die Reisenden wanderten auf den schnelleren Omnibus ab und die Steinbrüche waren trotz des Eisenbahnanschlusses nicht mehr konkurrenzfähig.
1934 wurde die Schmalspurbahn durch die staatliche Gesellschaft Chemins de fer à voie étroite de l’État (CVE) übernommen. Aber auch nach der Übernahme durch den Staat konnte die Schmalspurbahn nur mit Verlust betrieben werden, daher wurde Ende der 1930er Jahre die Stilllegung der Strecke geplant. Das Vorhaben wurde nach dem Einmarsch der Wehrmacht in Luxemburg 1940 vorerst fallengelassen.
Im Gegensatz zu anderen Bahnstrecken Luxemburgs überstand die Schmalspurbahn den Zweiten Weltkrieg unbeschädigt, nur die Brücke über die Alzette bei Cruchten wurde im August 1944 von der Wehrmacht gesprengt.
Im Mai 1945 wurde der Betrieb wieder aufgenommen, durchgehenden Verkehr bis Cruchten gab es aber erst nach der Reparatur der Alzettebrücke im Oktober 1945.
Am 2. Mai 1948 wurde der Betrieb eingestellt und 1949/50 die Strecke abgebaut.